# Имперская экзекуция

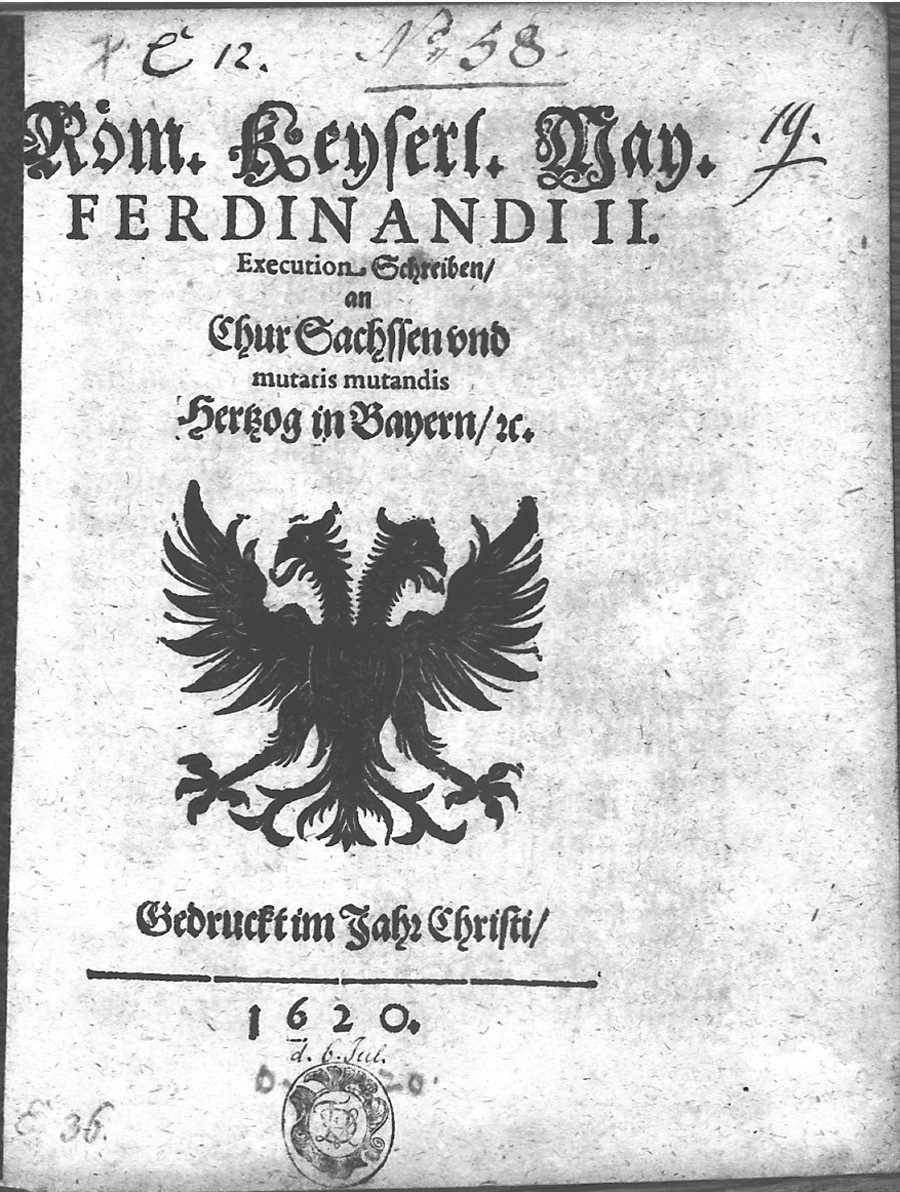
Титульный лист имперской экзекуции, изданной императором Фердинандом II и адресованной курфюрсту Георгу Саксонскому и герцогу Баварии Максимилиану I, 1620 год

Имперская экзекуция (нем. Reichsexekution) — мера принуждения в немецком праве, применявшаяся к членам федерации в обеспечение исполнения их обязанностей по отношению к другим её членам.

## Имперская экзекуция вСвященной Римской империи
В Священной Римской империи имперская экзекуция была связана с военной силой, мероприятием по исполнению решения рейхстага или императорских распоряжений. Поскольку императору не хватало необходимых средств для поддержания своей власти, то одному или нескольким князьям империи поручали приведение в исполнение имперской экзекуции. Например, против рыцаря Гёца фон Берлихингена и против короля Пруссии Фридриха II.

## Имперская экзекуция вГерманской империииВеймарской республике
В Германской империи (1871—1918) и в Веймарской республике имперская экзекуция — введение прямого президентского (до 1919 года — императорского) правления на территориях отдельных земель для обеспечения государственного единства. Регулировалась конституцией Германской империи в статье 19, а также конституцией Веймарской республики в статье 48.
Примеры:
- смещение коалиционных правительств СДПГ и КПГ в Саксонии и Тюрингии 29 октября и 6 ноября 1923 года соответственно во время попытки организовать коммунистическое восстание с целью захвата власти в Германии;
- смешение правительства коалиционного правительства Отто Брауна (СДПГ, НДП и Партии Центра) в рамках государственного переворота в Пруссии 20 июля 1932 года.